# Рихард Клеменс фон Шьонбург-Хинтерглаухау
Рихард Клеменс фон Шьонбург-Хинтерглаухау (на немски: Richard Klemens Graf von Schönburg-Hinterglauchau; * 19 ноември 1829, Берлин; † 19 октомври 1900, Берлин) е от 1881 г. граф на Шьонбург, господар на Хинтерглаухау и Рохсбург.

## Живот
Той е третият син на граф Хайнрих фон Шьонбург-Глаухау (1794 – 1881) и съпругата му принцеса Мария Клементина фон Шьонбург-Валденбург (1789 – 1863), дъщеря на 1. княз Ото Виктор I фон Шьонбург (1758 – 1800) и графиня Хенриета Елеонора Елизабет Ройс-Кьостриц(1755 – 1829). Брат е на неомъжената Хенриета Мария Елизабет фон Шьонбург-Глаухау (1821 – 1899), бездетния граф Фридрих Вилхелм Едмунд фон Шьонбург-Валденбург (1823 – 1897) и Алфред фон Шьонбург-Глаухау (1827 – 1855).
На 1 май 1837 г. баща му Хайнрих фон Шьонбург-Глаухау купува господството Хинтерглаухау от баща си Лудвиг фон Шьонбург-Хинтерглаухау (1762 – 1842.
Граф Рихард Клеменс става със смъртта на баща му 1881 г. собственик на господствата и дворците Хинтерглаухау и Роксбург. По-големият му брат Фридрих/Фриц преди това е лишен от наследство във фамилна интрига.
Рихард Клеменс умира бездетен на 70 години на 19 октомври 1900 г. в Берлин и линията Шьонбург-Хинтерглаухау измира по мъжка линия. Той е погребан на 23 октомври 1900 г. в гробницата Хинтерглаухау. Втората му съпруга вдовицата Ида Фридерика му поставя през 1901 г. паметник в дворцовия парк Гузов, където дълго живее в двореца след смъртта му, и 1929 г. епитаф в църквата „Св. Георген“ в Глаухау.
Неговата втора съпруга Ида Фридерика (наричана „Фрида“), родена фон Фабрице (1864 – 1943), е последната графиня на Шьонбург-Хинтерглаухау.

## Фамилия
Първи брак: на 29 ноември 1856 г. в Лихтенщайн с принцеса Отилия фон Шьонбург-Валденбург (* 3 май 1830; † 4 ноември 1880), дъщеря на княз Ото Виктор I фон Шьонбург (1785 – 1859) и принцеса Текла фон Шварцбург-Рудолщат (1795 – 1861), дъщеря на княз Лудвиг Фридрих фон Шварцбург-Рудолщат (1767 – 1807) и ландграфиня Каролина фон Хесен-Хомбург (1771 – 1854). Те нямат деца.
Втори брак: на 26 октомври 1886 г. в Карлсруе с фрайин Ида Фридерика („Фрида“) фон Фабрице (* 29 август 1864, Пегау; † 21 септември 1943), дъщеря на фрайхер Бернхард фон Фабрице (1827 – 1866) и графиня Луиза Вилхелмина фон Шьонбург-Глаухау (1829 – 1902), дъщеря на граф Карл Хайнрих Албан фон Шьонбург-Глаухау (1804 – 1864). Те нямат деца.